# Laín Calvo

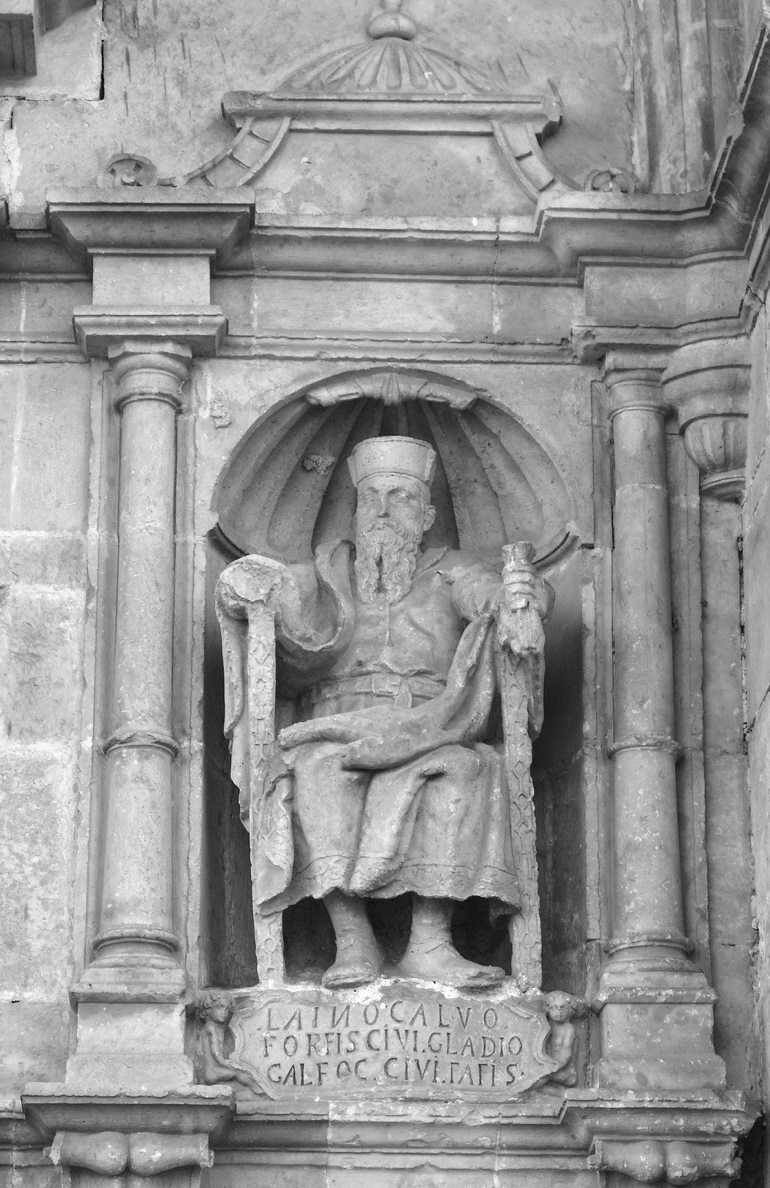
Estatua en el pórtico de la iglesia de Bisjueces

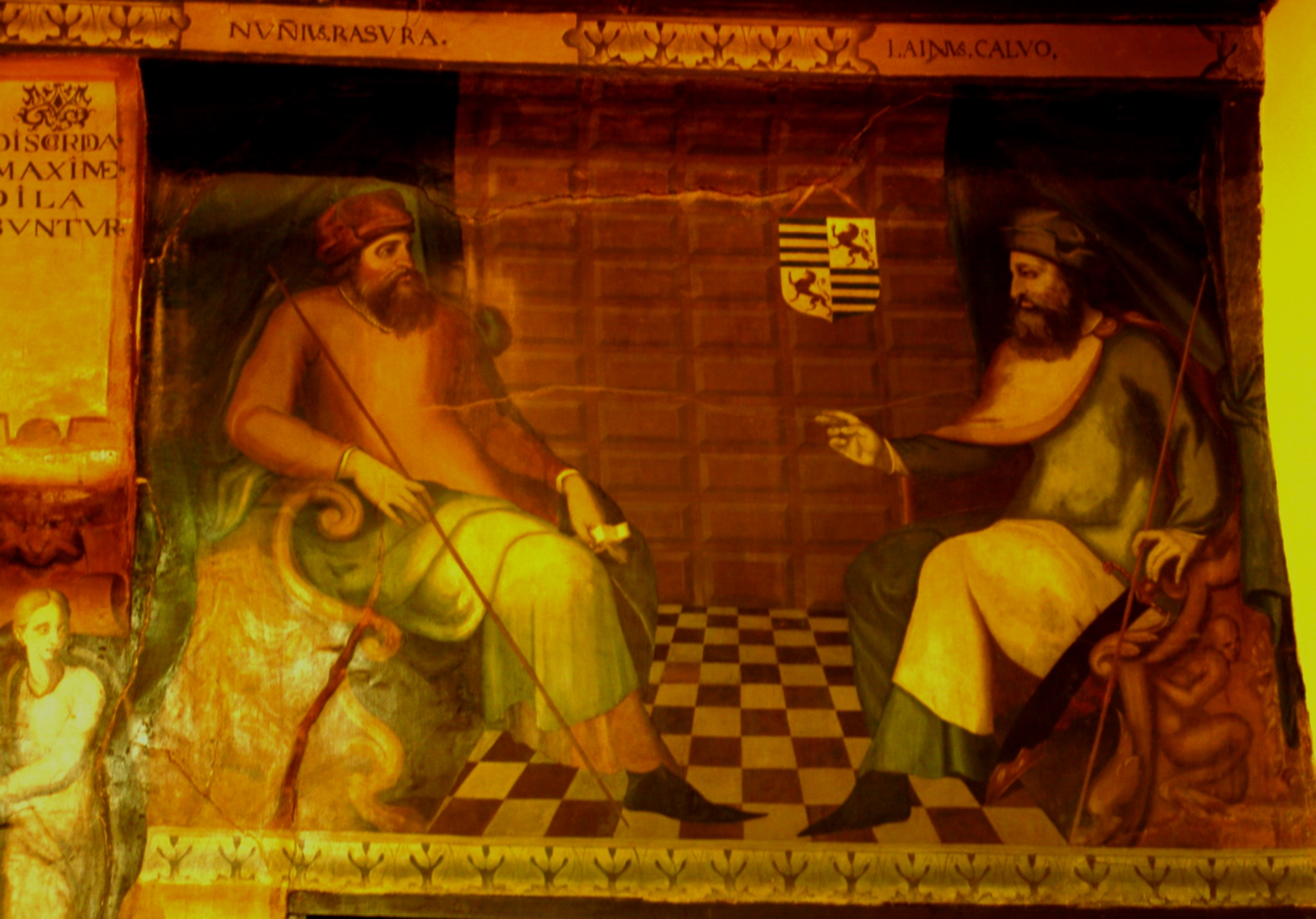
Pintura representativa, Arco de Santa María, Burgos.

Laín Calvo es una figura legendaria del Condado de Castilla, que los castellanos supuestamente eligieron como juez propio para resolver sus pleitos, evitando así acudir a la corte leonesa. Esta teórica independencia legislativa de Castilla fue en realidad un mito creado varios siglos después (en el siglo XIII) para legitimar el poderío de Castilla frente a León en un momento en el que, recién creada la Corona de Castilla y recién unificados los antiguos reinos de León y Castilla (1230), era necesario justificar la supremacía castellana con argumentos pseudohistóricos. En consecuencia, se trata de una figura controvertida dentro de los estudios historiográficos.

## Origen
La tradición señala que durante el reinado de Ordoño II sucedió la derrota de Valdejunquera y así como el monarca leonés atribuyese el desastre a la negativa de los condes castellanos de acompañarle en la batalla, los condujo presos a León donde los ejecutó. En teoría, indignados los castellanos por esta acción y no pudiendo levantarse en armas acordaron proveer por sí mismos su gobierno, eligiendo entre los nobles dos magistrados, uno civil y otro militar, con el nombre de Jueces, para recordarles que su misión era de hacer justicia y no la de oprimir a los pueblos con su autoridad, o menoscabar su libertad.

## Su nombre
El nombre de Laín, Laynus o Flaginus, de cuño acaso ibérico, era bastante común en la primitiva Castilla de la margen superior del Ebro. Pero también pueda serlo del gótico, pues es conocido en las crónicas romanas entre algunos Godos en contra o en el servicio Bizantino. No sucede lo mismo con el nombre completo Flaynus Calvus, aunque hay un Flaginus, abuelo del Cid, que parece haber vivido en la cuenca del Úrbel en la segunda mitad del siglo X, pero según Fray Justo este debió ser posiblemente un nieto suyo.

## Juez militar
Para este cargo fue nombrado Laín Calvo , concretamente para los negocios de la guerra, al que se atribuía un espíritu combativo. Prueba de ello está en la toponimia, donde existen lugares como Villalaín pero nunca Villanuño.

"La tradición del siglo XIII, ampliamente representada por el Toledano, sabe que Laín Calvo fue hombre de humor colérico y que, mal avenido  con los alegatos judiciales, consagró su actividad a las fatigas de la guerra".

En el Poema de Fernán González es considerado como un buen guerreador, coincidiendo todas las crónicas antiguas al afirmar que de él vino el Cid Campeador.

## Genealogía
Yerno de Nuño Rasura y según la tradición, crónicas y obras literarias posteriores (como el Poema de Fernán González) son descendientes directos suyos Diego Laínez y el Cid Campeador, aunque según algunos autores tal parentesco está apoyado únicamente en documentos literarios y no tiene aval histórico cierto.

## Bisjueces
La tardía tradición sitúa el estrado de los dos famosos y primeros jueces castellanos, Laín Calvo y Nuño Rasura en el paraje de Fuente Zapata, en la localidad de Bisjueces en la Merindad de Castilla la Vieja  .